# Laura Kieler
Laura Kieler (Tromsø, 9 gennaio 1849 – Aalsgaarde, 23 aprile 1932) è stata una scrittrice norvegese.

## Biografia
Nacque Laura Anna Sophie Müller da padre norvegese, Morten Smith Petersen von Führen, e madre danese, Anna Hansine Kjerulf Müller.
Nel 1873, sposò Victor Kieler, un insegnante di scuola. Gli eventi del suo matrimonio sono serviti come ispirazione per il personaggio Nora Helmer in Casa di bambola di Henrik Ibsen. Il marito della Kieler contrasse la tubercolosi subito dopo il matrimonio e, come il personaggio di Nora, Laura Kieler prese in prestito denaro con false pretese per finanziare un viaggio in Italia per una cura. Alcuni anni dopo, in un tentativo disperato di rimborsare il prestito, Kieler ha falsificato un assegno. Quando il marito seppe della frode, chiese il divorzio e ha cercato di escludere sua moglie dai loro figli. La Kieler ebbe un esaurimento nervoso e stette in un manicomio per un mese. In seguito si riconciliarono, ma la Kieler non perdonò mai Ibsen per aver usato la sua vita come foraggio per il suo dramma controverso.